# إيلما جيرفي
إيلما جيرفي هي بحيرة متوسطة الحجم تقع في فنلندا. وهي تقع في بتبودس في منطقة فنلندا الوسطى.